# Sylvain Bataille

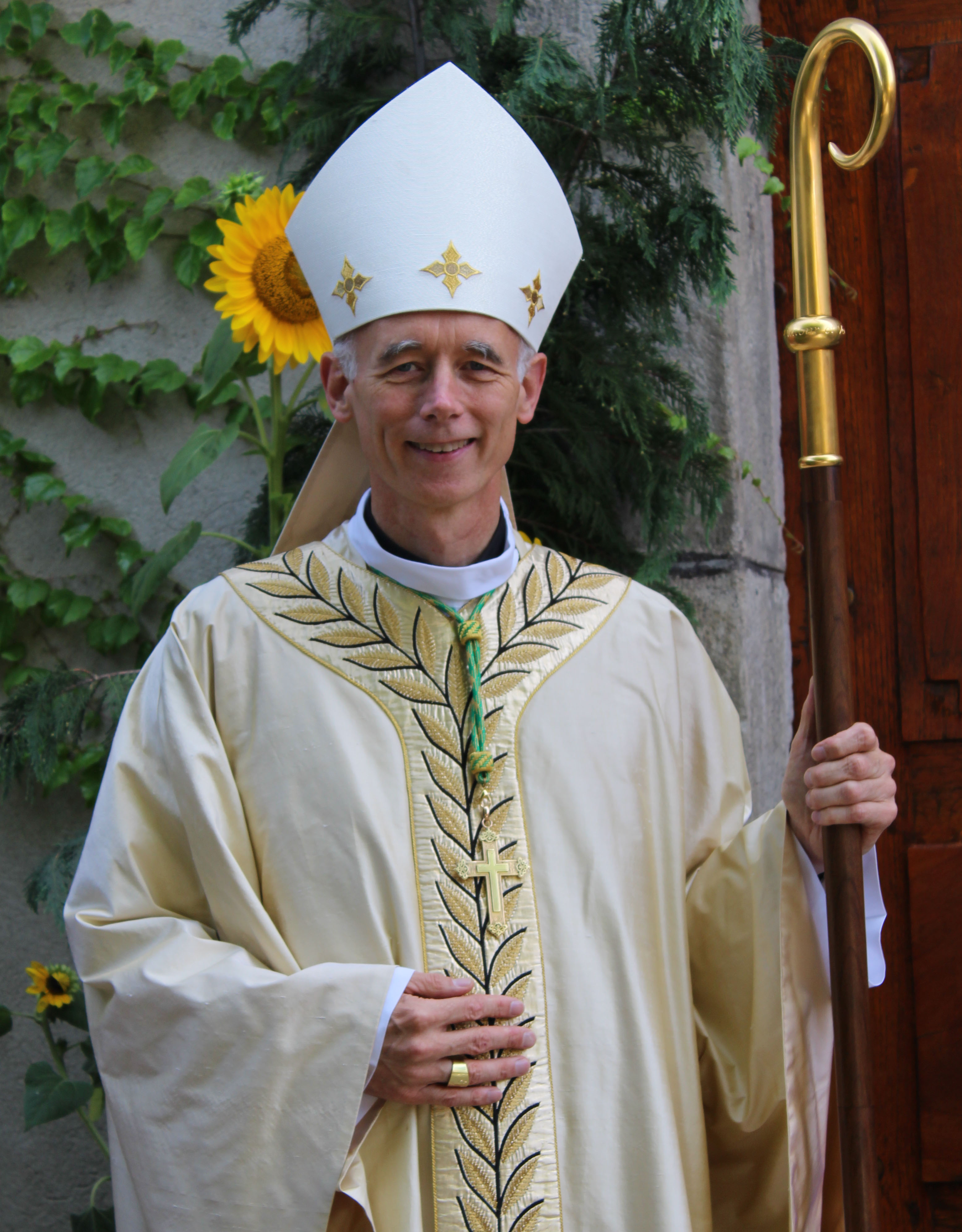
Sylvain Bataille, 2016

Wappen von Sylvain Bataille

Sylvain Bataille (* 22. Juli 1964 in Soissons, Frankreich) ist ein französischer Geistlicher und Bischof von Saint-Étienne.

## Leben
Sylvain Bataille empfing am 11. März 1989 durch den Bischof von Beauvais, Adolphe-Marie Hardy, das Sakrament der Priesterweihe.
Am 18. Mai 2016 ernannte ihn Papst Franziskus zum Bischof von Saint-Étienne. Der Erzbischof von Lyon, Philippe Kardinal Barbarin, spendete ihm am 3. Juli desselben Jahres die Bischofsweihe; Mitkonsekratoren waren der Bischof von Beauvais, Jacques Benoit-Gonnin, und der Erzbischof von Rouen, Dominique Lebrun. Die Amtseinführung erfolgte am 4. Juli 2016.